# Ihor Pavljuk
Ihor Zynovijovyč Pavljuk (in ucraino І́гор Зино́війович Павлю́к?; Oblast' di Volinia, 1º gennaio 1967) è un poeta e scrittore ucraino.
Ihor Pavljuk ha un PhD in Social communications. Vincitore di un 2013 English PEN International Award,, Vincitore del Premio letterario svizzero 2021,, Premio Letterario Internazionale intitolato a Leonardo da Vinci (2024).

## Biografia
Pavljuk nacque nell'Oblast' di Volinia, il 1º gennaio 1967. Sua madre morì dieci giorni dopo averlo partorito.
È cresciuto in casa dei nonni materni - immigrati dalla regione di Chełm,.
Ha studiato all'università suprema edilizia militare di San Pietroburgo, che ha lasciato al fine di proseguire la sua carriera di scrittore. Era, di conseguenza, condannato a un periodo di duro lavoro in taiga, ma ha continuato di scrivere come meglio poteva, guidato da una nostalgia per la sua terra d'origine ucraina, fino alla caduta dell'Unione Sovietica.
Nel 1992 Ihor Pavljuk laureato presso il Dipartimento di Giornalismo all'Università di Leopoli e ha lavorato come corrispondente della stampa religiosa e radio a Leopoli.
Dal 2003 ha lavorato a Kiev.
Ha partecipato nei vari festival letterari internazionali, in Estonia, Georgia, Russia, Bielorussia, Stati Uniti d'America, Polonia, Turchia, Irlanda e le edizioni internazionali degli ucraini della regione di Volinia, scrittori e poeti ucraini.
Le sue opere sono state tradotte in inglese e russo.

## Opere

### Poesia
- Isole della giovinezza (1990) Острови юності
- Non è vento di queste parti (1993) Нетутешній вітер
- Voce della Luna quotidiana (1994) Голос денного Місяця
- Osteria di vetro (1995) Скляна корчма
- Allergia all'eternità (Babilonia) (1999) Allergy to eternity (Babylonia), Алергія на вічність
- Elementi (2002) Стихія
- Magia maschile (2002) Чоловіче ворожіння
- L'angelo (o) in lingua inglese (Poesie di Ihor Pavlyuk in inglese) (2004) The angel (or) English language? (poems by Ihor Pavlyuk in English)
- Magma (2005) Магма
- Rivolta (2006) Бунт
- Diapason (2007) Камертон
- Lirica (2008) Лірика
- L'Ucraina nel fumo (2009) Україна в диму
- Stratosfera (2010) Стратосфера
- Raccogliendo le ragnatele d'autunno (2011) Catching Gossamers, Ловлячи осінні павутинки
- A Flight over the Black Sea (USA, EC Publishing LLC), (Un volo sul Mar Nero), 2019 (poesie di Ihor Pavljuk in inglese. Traduzione dall'ucraino di Stephen Komarnyckyj).[8], ISBN 978-1-970160-60-4
- Arthania (USA, Dorrance Publishing Company), (Artania), 2020 (poesie di Ihor Pavljuk in inglese. Traduzione dall'ucraino di Yurii Lazirko)[9] ISBN  978-1-6470-2306-5

### Prosa
- Biografia dell'albero della tribù dei poeti (2003) Біографія дерева племені поетів
- Fioritura Proibita (2007) Заборонений цвіт
- Diamanti in crescita (2016) Вирощування алмазів

### Monografie
- Maestro – Potere – Stampa: analisi storica e tipologica (1997) Митець – Влада – Преса: історико-типологічний аналіз
- Diagnosi e prognosi della menzogna: digressioni nella teoria di comunicazione (2003) Діагностика і прогностика брехні: екскурси в теорію комунікації
- Ci sono scrittori nella stampa (2010) Письменники у пресі

### Libro per bambini
- Calderone che vola (2003) Літаючий казан